# Johannes Reborch (Glockengießer)
Johannes Reborch (auch Johan Reborch; bl. 1379–1399) war ein deutscher Glockengießer.
Über sein Leben ist wenig bekannt; er war vor allem in Mecklenburg und in Lübeck tätig. Vor 1384, als er sich Frater Johannes nennt, muss er in ein Kloster eingetreten sein.
| Jahr      | Ort                                               | Name          | Gewicht in kg | Durchmesser in mm | Nominal | Bemerkung                                                              |
| --------- | ------------------------------------------------- | ------------- | ------------- | ----------------- | ------- | ---------------------------------------------------------------------- |
| 1379      | Dorfkirche Steffenshagen                          |               |               |                   |         |                                                                        |
| 1384      | Plöner Schloss                                    | Stundenglocke |               | 1050              |         |                                                                        |
| 1399      | Katharinenkirche (Lübeck)                         |               |               | 740               |         | ursprünglich im Dachreiter, heute im nördlichen Querschiff ausgestellt |
| undatiert | Dorfkirche Alt Brenz                              |               |               | 920               |         |                                                                        |
| undatiert | Dorfkirche Dütschow                               | Große Glocke  |               | 860               |         | 1957 für ein neues Eisengeläut in Zahlung gegeben.                     |
| undatiert | Dorfkirche Dütschow                               | Kleine Glocke |               | 640               |         | 1957 für ein neues Eisengeläut in Zahlung gegeben.                     |
| undatiert | St. Georgen (Parchim)                             | Klingeglocke  | 119           |                   | fis² +8 |                                                                        |
| undatiert | Dorfkirche Zieslübbe, Gemeinde Domsühl            |               |               |                   |         |                                                                        |
| undatiert | Dorfkirche Greven, Gemeinde Granzin               |               |               |                   |         |                                                                        |
| undatiert | Dorfkirche Eichede, Gemeinde Steinburg (Stormarn) |               |               |                   |         |                                                                        |
| undatiert | Dorfkirche Mödlich, Gemeinde Lenzerwische         |               |               |                   |         |                                                                        |